# نیروگاه بادی سیاه‌پوش
نیروگاه بادی سیاه‌پوش نام نیروگاه بادی در روستای سیاه‌پوش از توابع بخش طارم سفلی شهرستان قزوین در استان قزوین است. این نیروگاه انرژی جنبشی باد را به انرژی الکتریکی تبدیل می‌کند. کار ساخت این نیروگاه با سرمایه‌گذاری بانکی خصوصی انجام شده‌است. این نیروگاه با توان خروجی ۶۱٫۲ مگاوات یکی از بزرگترین نیروگاه بادی کشور تا سال ۱۴۰۰ بوده‌است. 

## ویژگی‌ها
این نیروگاه شامل ۱۸ واحد توربین بادی با ظریف هر کدام ۳٫۴ مگاوات می‌باشد. توربین‌های این نیروگاه ساخت شرکت زیمنس بوده و از آخرین تکنولوژی موجود و بدون گیربکس می‌باشد. هدف از ساخت این نیروگاه تزریق ۲۴۰ مگاولت آمپر به شبکه برق منطقه قزوین و زنجان عنوان شده‌است. این نیروگاه در سال ۱۳۹۷ و با ظرفیت اولیه ۶۱٫۲ مگاوات به بهره‌برداری رسیده‌است.